# .na
.na – domena internetowa przypisana do Namibii.